# Zaër
Zaër är ett stamområde i Marocko.   Det ligger i regionen Rabat-Salé-Kénitra, 40 km söder om huvudstaden Rabat.